# Joop (Unternehmen)

Aktuelles JOOP!-Logo mit stilisierter Kornblume

Prägezeichen Stilisierte Kornblume – JOOP!, Exponat des Muzeum Miniaturowej Sztuki Profesjonalnej Henryk Jan Dominiak w Tychach, 20 × 17 mm, aus Kunststoff

Die Joop! GmbH & Co. KG (kurz Joop!; Eigenschreibweise JOOP!) ist eine deutsche Modemarke, die 1986 von dem deutschen Modedesigner Wolfgang Joop in Hamburg als Joop! GmbH gegründet wurde und seit 2008 vollständig zum Kreuzlinger Modekonzern Holy Fashion Group gehört. Das Unternehmen entwickelte sich ab Ende der 1980er Jahre, begünstigt durch die Lancierung zahlreicher Parfüm-Produkte, zu einem Modeunternehmen für gehobene Damen- und Herrenbekleidung sowie Accessoires und Heimtextilien. Wolfgang Joop verkaufte einen Großteil seiner Anteile 1998 und schied 2001 aus dem Unternehmen aus.

## Unternehmen

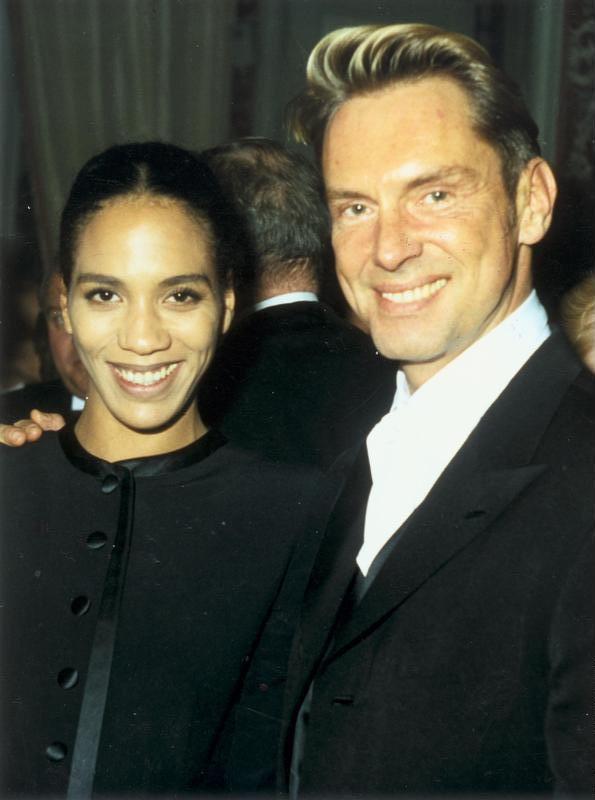
Wolfgang Joop, 1992 (mit Barbara Becker)

JOOP! Jeans Herren-Jeanshemd mit Ausrufezeichen-Logo an Brusttasche, Anfang 1990er, Ladenpreis ca. 200 DM

1986 gründete Wolfgang Joop mit dem Lancaster-Manager Herbert Frommen in Hamburg die Joop! GmbH. Frommen leitete mit 50 % der Unternehmensanteile die Geschäfte, während Wolfgang Joop mit 40 % Anteilen die Mode entwarf. Die restlichen 10 % hielt Philipp Buse, Freund und Anwalt von Joop. Frommen schloss als Lancaster-Chef mit der Joop! GmbH einen 20-jährigen Vertriebsvertrag für Parfüm ab und lancierte 1987 das erste Joop-Parfüm, JOOP! Femme.
Alle bestehenden Lizenzvereinbarungen mit Joop! wurden anschließend gekündigt und neu verhandelt. Die Verkaufspreise wurden halbiert, um Joop! als Lifestylemarke im oberen Mittelpreissegment zu etablieren und nicht länger als Designerlabel zu vermarkten und damit größere Käuferschichten zu erreichen. Unter dem Namen JOOP! konnte man fortan unter anderem Bekleidung, Schuhe, Schmuck, Brillen und Parfüm erwerben. Die stilisierte Kornblume – Joops Lieblingsblume – etablierte sich neben dem Schriftzug JOOP! und dem Ausrufezeichen, das ab Mitte der 1990er auch alleine – bspw. in weiß auf rotem Etikett an Jeans-Gesäßtaschen – erschien, als Erkennungszeichen für Joop!. 1988 wurde die Joop!-Jeans-Zweitlinie in Zusammenarbeit mit Mustang Jeans in Künzelsau etabliert.
Chefdesigner bei Joop! waren: Kathrin Hüsgen (2006 bis 2009), Stefani Grosse (seit 2009), Joseph Janard (bis ca. 2011), Bernhard Allner (seit Juli 2011).
1993 wurde Frommen vom neuen Eigentümer von Lancaster, Joh. A. Benckiser, entlassen und wurde geschäftsführender Gesellschafter der Joop! GmbH, an der er und Wolfgang Joop zu dieser Zeit jeweils 50 % hielten. Die Mode von Joop wurde bei den Modenschauen in New York präsentiert und auch von amerikanischen Kaufhäusern, wie Saks Fifth Avenue, geführt.

### Lizenzunternehmen
Als erste Lizenz des neu gegründeten Unternehmens wurde 1987 eine Parfüm-Lizenz an Lancaster vergeben. Im Laufe der Jahre wurden zahlreiche Duftwässer und Kosmetik von Lancaster unter dem Namen JOOP! lanciert, darunter Klassiker wie JOOP! Le Bain (1988), JOOP! Homme (1988), JOOP! Nuit d'Été (1990), JOOP! Berlin (1991), JOOP! Nightflight (1992), All about Eve (1996) uvm. Das Lizenzgeschäft mit Parfüm machte einen großen Teil der Umsätze von Joop! aus, bspw. im Jahr 1992 ca. 190 Mio. DM von insgesamt 450 Mio. DM Konzernumsatz. Die Flakons der Joop-Düfte wurden vom Industriedesigner Peter Schmidt entworfen.
Von 1989 bis 1994 folgten viele weitere Lizenzen der Marke Joop! in verschiedenen Segmenten wie Damenbekleidung, Herrenbekleidung, Kindermode, Lederwaren und Brillen, Schmuck und Uhren.

### Wünsche AG

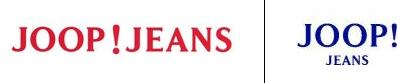
Schriftzug der Jeans-Linie (links Ende 2000er, rechts Ende 1990er)

Als Frommen mit Estée Lauder 1996 die Firma Palladio gründete, die Parfüms für andere Modemarken lancierte, trennten sich die geschäftlichen Wege von Frommen und Joop. Der Jahresumsatz von Joop! lag Ende der 1990er bei mehr als einer halben Milliarde DM. 1998 verkauften Joop und Frommen 95 % der Joop! GmbH für ca. 150 Mio. DM an den Hamburger Mischkonzern von Kai Wünsche, die Wünsche AG. Der Firmensitz wurde von Hamburg nach Potsdam verlegt.
Weitere Kaufinteressenten waren die ehemaligen Hugo-Boss-Manager Jochen und Uwe Holy zusammen mit Peek & Cloppenburg (Düsseldorf) sowie der damalige Eigentümer von Hugo Boss, die italienische Marzotto Group. Unter der Leitung von Wünsche-Geschäftsführer Peter Littmann, zuvor Vorstandsvorsitzender von Hugo Boss, blieb Wolfgang Joop Chefdesigner der Marke. Littmann sollte den bereits angeschlagenen Wünsche-Konzern sanieren, der auch 1998 wieder Verluste verbuchte. Dazu wollte er Joop! zum Global Player ausbauen, womit er aber scheiterte.
Auch ein geplanter Börsengang von Joop! wurde nicht verwirklicht, ebenso wurde man sich nicht einig, wie die Marke aufgebaut und zu führen sei. Littmann verließ Wünsche schließlich Ende 1999. Wolfgang Joop verkaufte seine verbleibenden 5 % im Jahr 2001 für knapp 10 Mio. DM an Wünsche und schied aus dem von ihm gegründeten Unternehmen aus. Ende 2001, auch nachdem für die Joop! GmbH hohe Steuernachzahlungen fällig wurden und Wolfgang Joop per Gerichtsentscheid Honorarzahlungen in Millionenhöhe erwirkt hatte, meldete die Wünsche AG – zu der neben Joop! zeitweilig auch die Modemarke Cinque, Anteile an der defizitären Filialkette Jean Pascale und dem Label Camera gehörten – nach einem gescheiterten Sanierungsplan Insolvenz an und wurde in Folge liquidiert.

### Aufteilung der Marke
2001 wurde die Joop! GmbH nach einem Übernahmekampf mit Banken und Anteilseignern vom Wünsche-Insolvenzverwalter zu drei gleichen Teilen an die vormaligen Lizenznehmer von Joop!, die Strellson AG (Inhaber Uwe und Jochen Holy – Modelizenz) sowie EganaGoldpfeil (Hans-Jürgen Seeberger – Lizenz für Lederwaren und Accessoires) und Coty (Lizenz für Parfüm und Kosmetik) verkauft, von denen in Folge jeder für seinen Bereich verantwortlich war. In der Folge ging die Mitarbeiterzahl bei Joop! von über 100 auf etwa 30 zurück.

### Holy Fashion Group

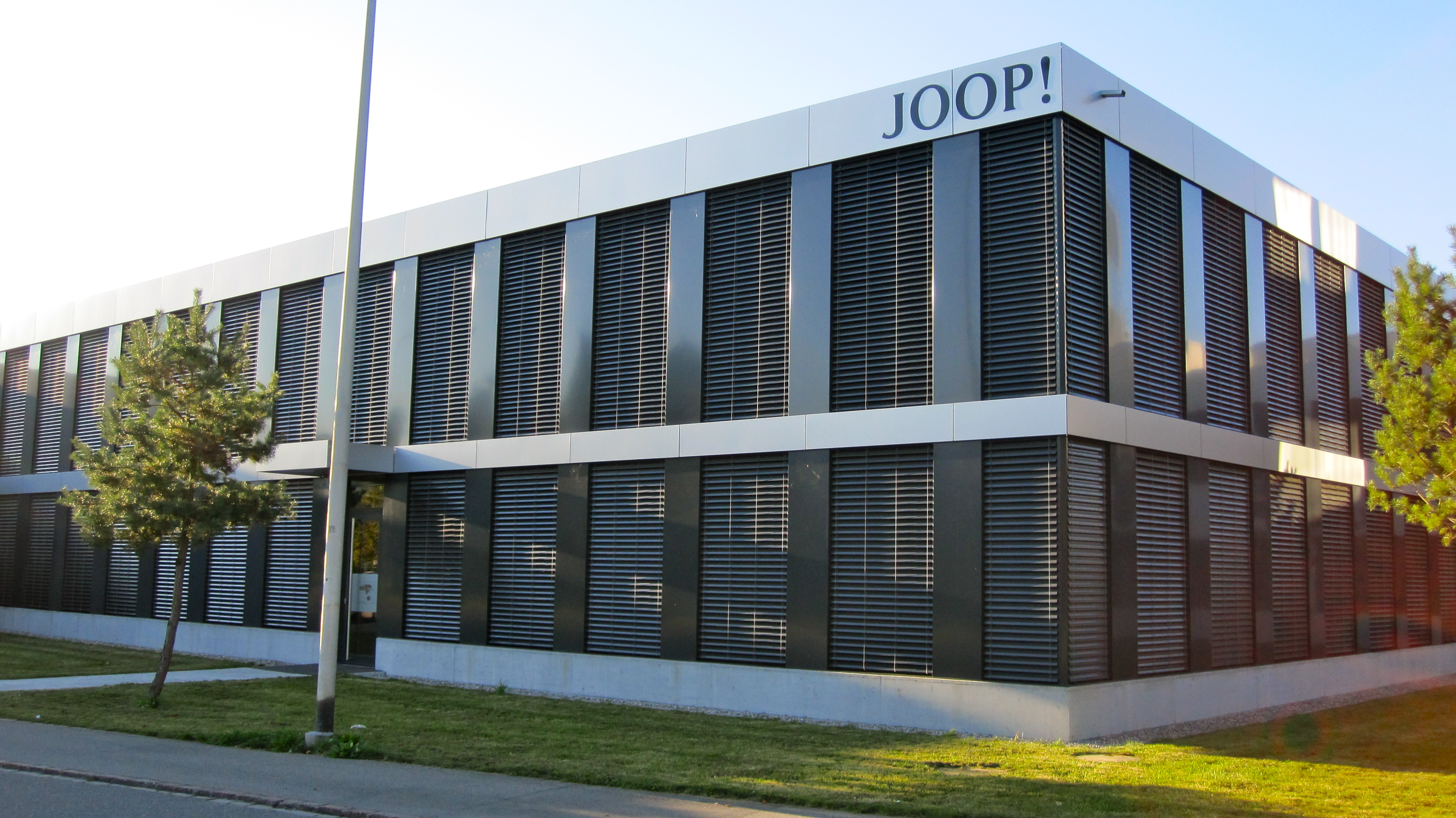
Joop!-Gebäude in Kreuzlingen (2010)

Die Joop!-Boutiquen wurden im Laufe der Zeit bis auf die Standorte Hamburg und Düsseldorf geschlossen. Die Kollektion JOOP! Kids für Kinder (ab 1993 von Mustang, ab 2002 von Kanz produziert) wurde 2004 eingestellt. 2006 wurde die Damenmode-Lizenz von Trend Trading Heidelberg durch die Strellson-Tochter Windsor zurückgeholt, daraufhin ein Jahr mit der Damenmode komplett ausgesetzt. Im selben Jahr wurde der Designer Dirk Schönberger, der unter seinem Namen von 2002 bis 2007 ein Modelabel in Paris betrieb, als Kreativdirektor bei Joop! bestellt. 2007 präsentierte dieser eine neue Damenmodekollektion von Joop! bei der CPD in Düsseldorf.
Mitte 2007 verkaufte Coty den eigenen Anteil an Joop! – allerdings nicht ohne sich die Rechte am Kosmetik-Geschäft der Marke zu sichern – zu gleichen Teilen an die seit 2005 als Holy Fashion Group auftretende Strellson AG sowie an EganaGoldpfeil, die damit jeweils 50 % an der Joop! GmbH hielten. Joop war somit ein reines Lizenzunternehmen mit siebzehn Lizenzbereichen, das mit sechs Partnern zusammenarbeitete, die wiederum teils auch Gesellschafter waren. Ende 2008 übernahm die Holy Fashion Group den 50%-Anteil der inzwischen insolventen Egana-Gruppe und wurde damit Alleineigentümer.
Die Joop-Zentrale wurde von Hamburg nach Kreuzlingen verlegt, die Lizenzen neu koordiniert, das Markenportfolio einheitlich geführt. Eine Neuausrichtung der Marke und des Designs fand nach enttäuschenden Verkaufszahlen statt. Die Hauptlinie für Damen (in Bielefeld bei Windsor gefertigt) und Herren (in Kreuzlingen bei Holy Fashion Group gefertigt) wurde in JOOP! Collection umbenannt, die Denim-basierte Kollektion JOOP! Jeans wurde eingestellt und durch JOOP! Casual ersetzt.
2015 wurde Thorsten Stiebing Brand Director. Als Head of Design Menswear folgte auf Rehbeck ebenfalls 2015 Langerspacher. Anschließend durchlief Joop! unter der Leitung von Stiebing einen Transformationsprozess, bei dem grundlegende Veränderungen bei Marke, Produkt und Vertrieb vorgenommen wurden. Hierzu zählte z. B. das Corporate Design, die Neupositionierung der Herren- und Damenbekleidung, der Ausbau des Lizenzgeschäftes sowie der Eröffnung von Ladengeschäften im neuen Design. Im Frühjahr 2019 wurde die Windsor-Women-Markendirektorin Anke-Christin Ratzsch im Zuge der Neuausrichtung der Damenkollektion zur Markendirektorin für Joop! Women ernannt.
Anfang 2016 belebte die Holy Fashion Group die eingestellte Joop! Jeans-Linie wieder und brachte Oberbekleidung mit dem Schriftzug aus den 1990er Jahren auf den Markt. Die Unterteilung in Collection und Casual wurde aufgegeben. 2016 zog die Marke Joop! zurück in die Hamburger Alster-Villa im Harvestehuder Weg, in der schon von 1989 bis 1998 Wolfgang Joop sein Atelier betrieben hatte.

## Produkte

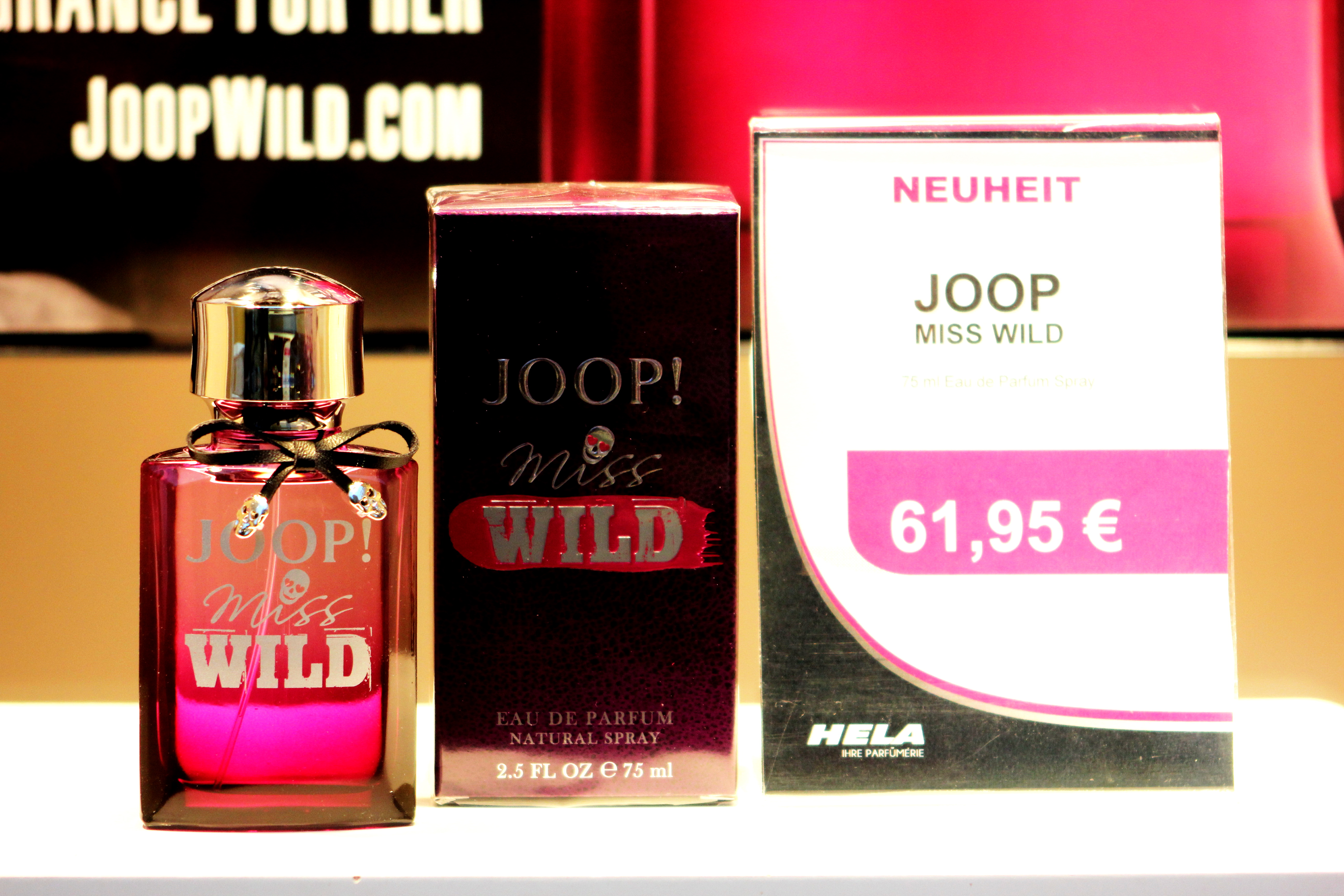
Parfum Miss Wild

JOOP! bietet Produkte von Mode über Accessoires wie Eyewear (Menrad), Schmuck und Uhren (Amor), Taschen und Schuhe (Müller und Meirer), Legwear (Celik), Bodywear (Naturana Dölker), Loungewear (Naturana Dölker), Activewear (Naturana Dölker) bis zu Möbeln und Home Decor (JOOP! Living).
Joop! betreibt seit der Aufgabe eines Flagshipstores am Neuen Wall in Hamburg Ende 2013 ein Anfang 2014 wiedereröffnetes Ladengeschäft im Kö-Bogen in Düsseldorf. 2017 eröffnete außerdem ein Ladengeschäft in Konstanz.
Des Weiteren betreibt Joop! Showrooms in Thalwil (Zürich), Düsseldorf, Hamburg, Salzburg, München, Kreuzlingen, Toronto und Amsterdam.
Ebenso gibt es Joop-Outlets in Bielefeld bei Windsor, in Berlin, im Wertheim Village, im Ingolstadt Village, in Metzingen, in Parndorf, in Roermond, in Montabaur, in Ochtrup, in Neumünster, in Zweibrücken und in Kreuzlingen.
2012 startete der Online-Shop der Marke Joop!

## Der Name Joop

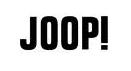
Älteres JOOP!-Logo (Mitte 2000er Jahre)

Die Idee, den Namen Joop in Großbuchstaben mit einem Ausrufezeichen zu einem Markenzeichen und Logo zu verbinden, hatte Wolfgang Joop bereits Anfang der 1980er Jahre.
Unter dem Namen „Joop“ betreiben, voneinander unabhängig, die Holy Fashion Group das Label Joop! und Coty Inc. die Geschäfte zu Joop! Fragrances. Wolfgang Joop selbst ist der Designer hinter seinem Modelabel LOOKS by Wolfgang Joop. Er hat in den vergangenen Jahren eigene Parfüms unter seinem Namen (Wolfgang Joop, Wolfgang Joop Freigeist) im Handel lanciert. Seine Tochter Jette gründete 1996 ihr Mode- und Schmucklabel Jette Joop, dass seit 2005 vornehmlich als JETTE geführt wird.
2010 lag die Markenbekanntheit von Joop! in Deutschland bei 82 %. Für 2013 gab das Statistikportal Statista eine Bekanntheit von 64 % innerhalb der deutschen Bevölkerung an; die Spiegel Outfit Studie 2013 bezifferte die Bekanntheit im „Wettbewerbsumfeld“ Herren mit 94 %, bei den Damen mit 96 %.